# Heptranchias perlo
Le Requin perlon (Heptranchias perlo) fait partie de la famille des Hexanchidae.
Ce requin ne fait que l'objet de prises accessoires faibles à modérées. Cependant, son statut de conservation est évalué comme quasi-menacé du fait de sa lente reproduction et de sa fréquentation des zones de pêches en eaux profondes soutenues.

Lorsqu'il est pêché, il est utilisé pour faire de la farine de poisson ou de l'huile de foie. Sa chair est réputée de bonne qualité mais est considérée comme légèrement toxique lorsqu'elle est consommée.
Genre
Espèce
Statut de conservation UICN

 NT  : Quasi menacé
Répartition géographique

## Description
Le Requin perlon  est un requin primitif à sept fentes branchiales qui se prolongent sur la gorge. Mesurant en moyenne 60-120 cm, il peut tout de même atteindre 140 cm de long. Il est le seul représentant de son genre. Souvent confondu avec le requin griset, sa curiosité peut le rendre dangereux (voir documentaire De l’art d’être requin) et il est très actif et mord après l'avoir pêché.  
Son corps est fin. Il a une tête très pointue, avec une bouche étroite et fortement courbée, avec 9 à 11 dents de chaque côté de la mâchoire supérieure et cinq de chaque côté de la mâchoire inférieure. Les dents supérieures sont étroites et en forme de crochet avec de petites cuspides latérales , tandis que les dents inférieures sont larges et en forme de peigne (à l'exception d'une dent symphysaire symétrique). et de grands yeux verts fluorescents lorsqu'il est vivant. 
La nageoire dorsale est en arrière des pelviennes et a un bord antérieur droit, une extrémité étroitement arrondie et un bord postérieur concave. Les nageoires pectorales sont petites, avec le bord externe faiblement convexe. La nageoire anale est petite, avec des bords presque droites. Le pédoncule caudal est long, et la distance entre l'origine de la nageoire dorsale et la nageoire caudale est plus de deux fois supérieure à la base de la nageoire dorsale.  
Les denticules dermiques, étroitement imbriqués , sont très fins et transparents ; chacun est plus long que large, portant une crête médiane distincte et deux crêtes latérales terminées par des dents marginales.  
Son dos est gris-brunâtre à olive et son ventre plus clair. Certains individus présentent des taches sombres sur le corps ou des bords postérieurs de nageoires clairs. Les juvéniles présentent des taches sombres sur le flanc et un apex sombre à la nageoire dorsale et au lobe caudal supérieur, s'effaçant avec l'âge.

## Répartition et habitat
Largement répandu, il vit de -25 à -1 000 mètres. On le trouve dans l'Atlantique, dans l'océan Pacifique ouest et dans l'océan indien.

## Biologie

### Alimentation
Cette espèce se nourrit de calmars, de crustacés, de céphalopodes et de poissons (notamment des téléostéens) qu'elle chasse activement et principalement la nuit. Au large de la Tunisie , les crustacés sont la deuxième proie la plus commune après les téléostéens. Au large de l'Australie, cette espèce consomme principalement des téléostéens, les plus petits individus capturant principalement Lepidorhynchus denticulatus et les plus grands capturant un nombre croissant d'escoliers serpents et de sabres . 

### Reproduction
Ce requin est ovovivipare, sans saison de reproduction apparente et la femelle donne naissance de  9 à 20 petits mesurant environ 26 cm. Le mâle atteint sa maturité sexuelle entre 75 et 85 cm et la femelle entre 90 et 100 cm. Le début de la maturation sexuelle chez les mâles peut être marqué par la formation de mucus à l'extrémité des ptérygions. 

### Parasites
Les parasites connus du requin-perlon sont des nématodes du genre Anisakis et Contracaecum, ainsi que le cestode Crossobothrium dohrnii.

## Galerie

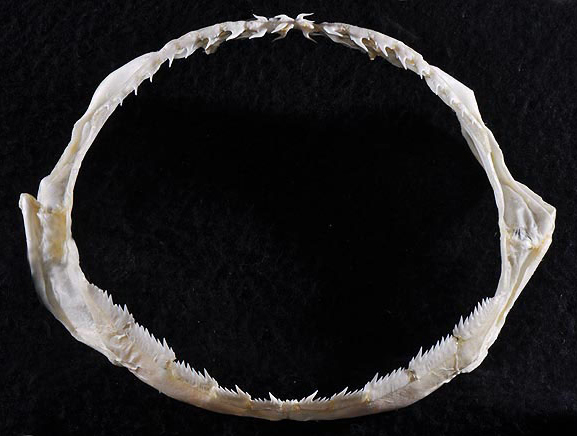
Heptranchias perlo, mâchoires
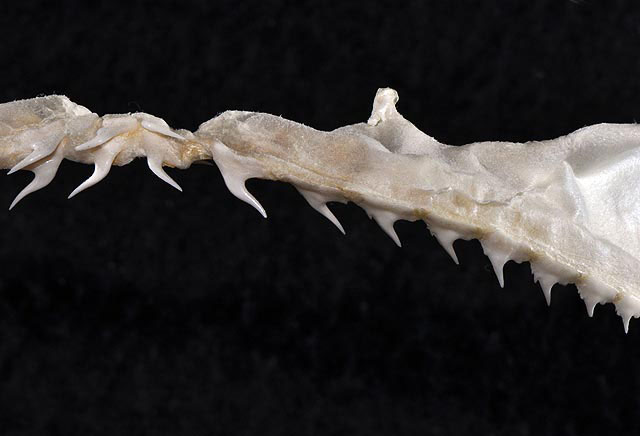
Heptranchias perlo, dents supérieures
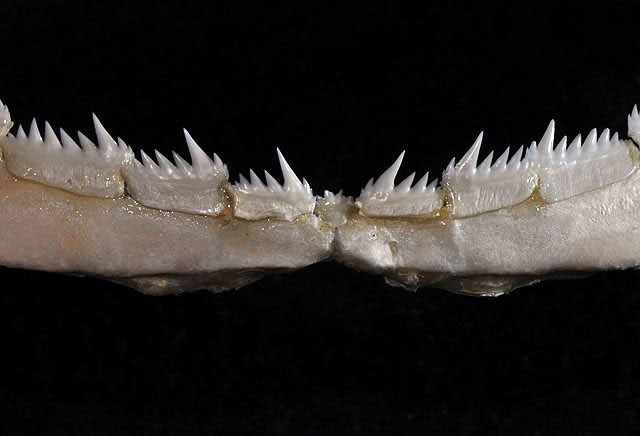
Heptranchias perlo, dents inférieures
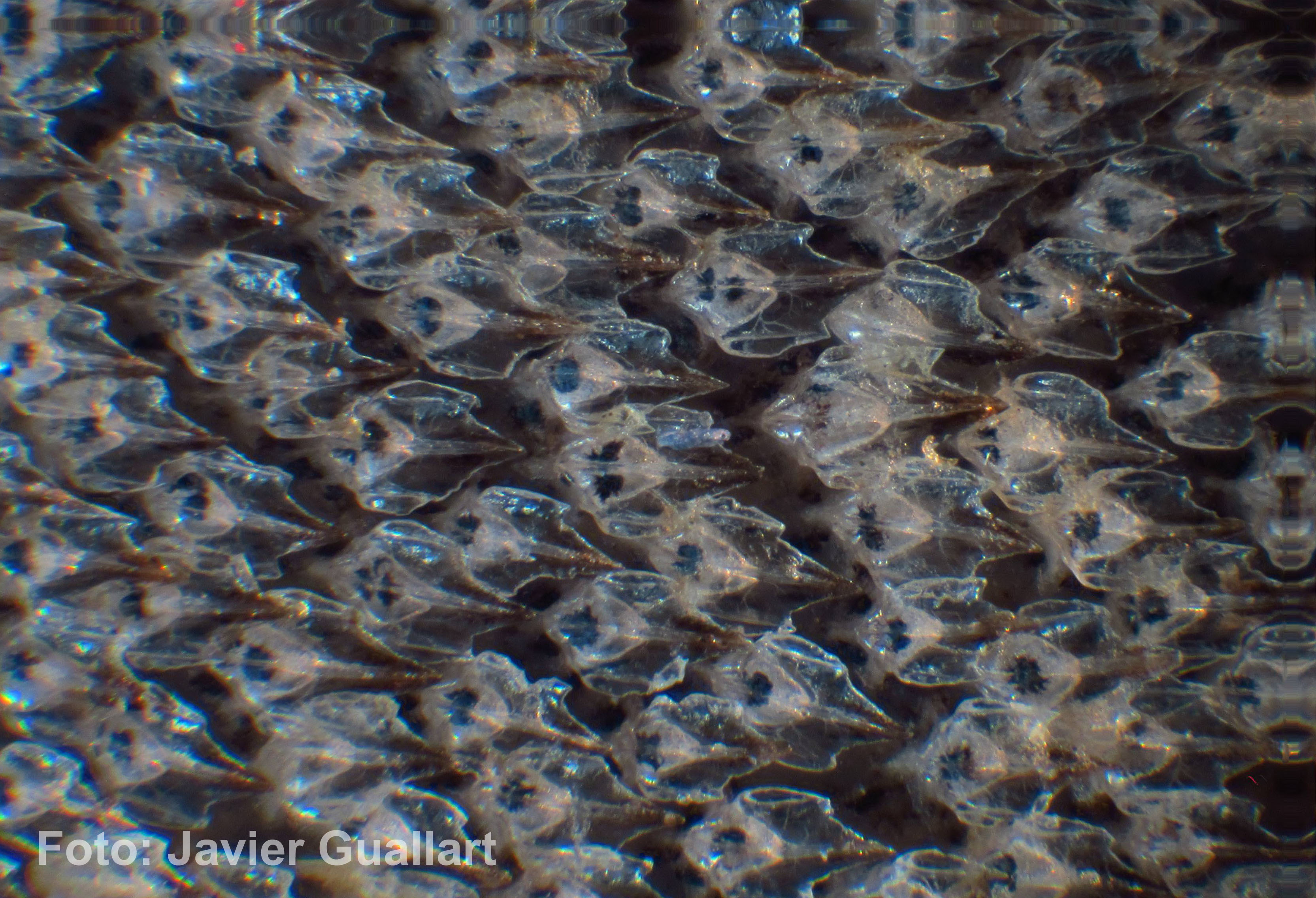
Heptranchias perlo, denticules dermiques
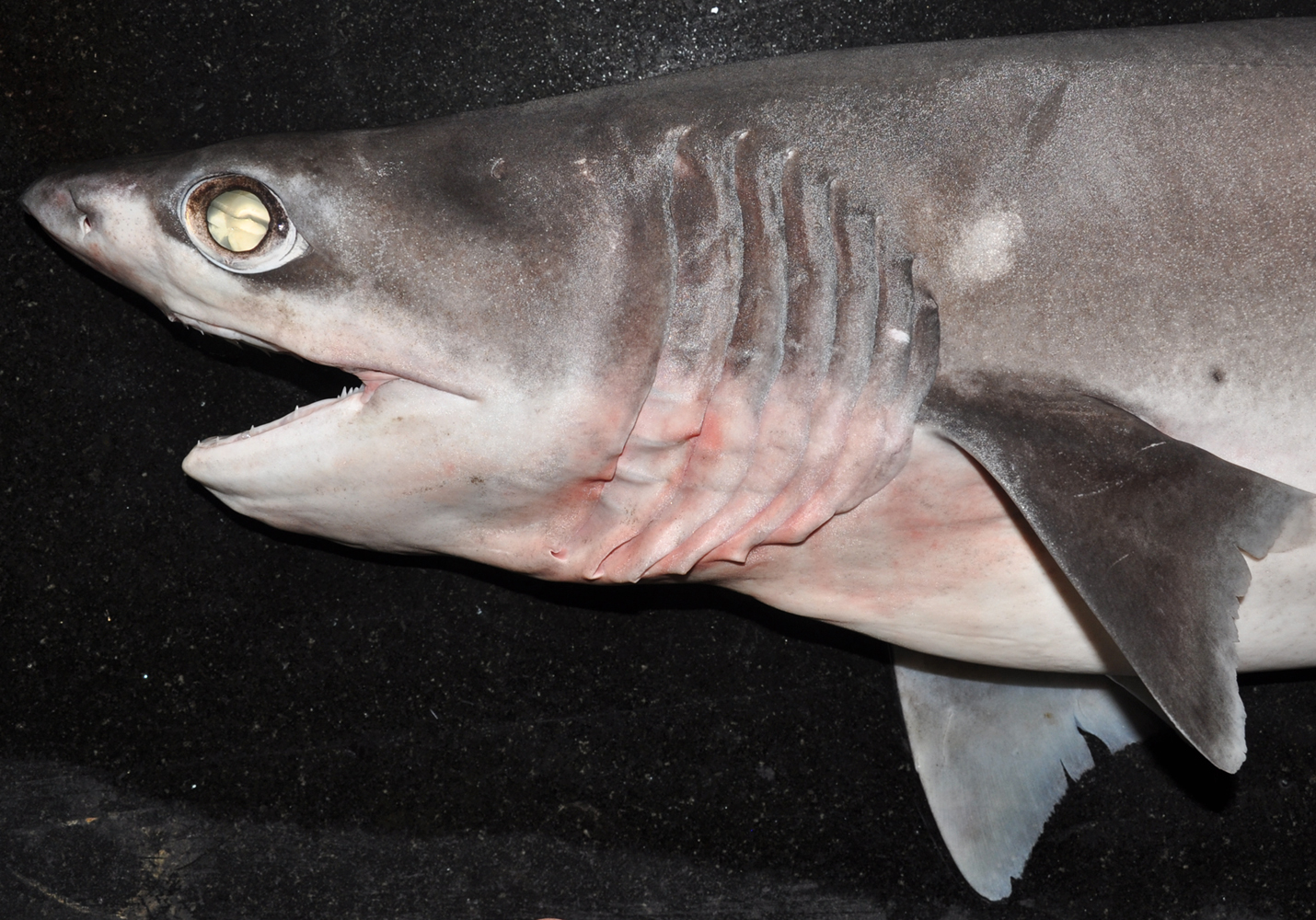
Heptranchias perlo, tête
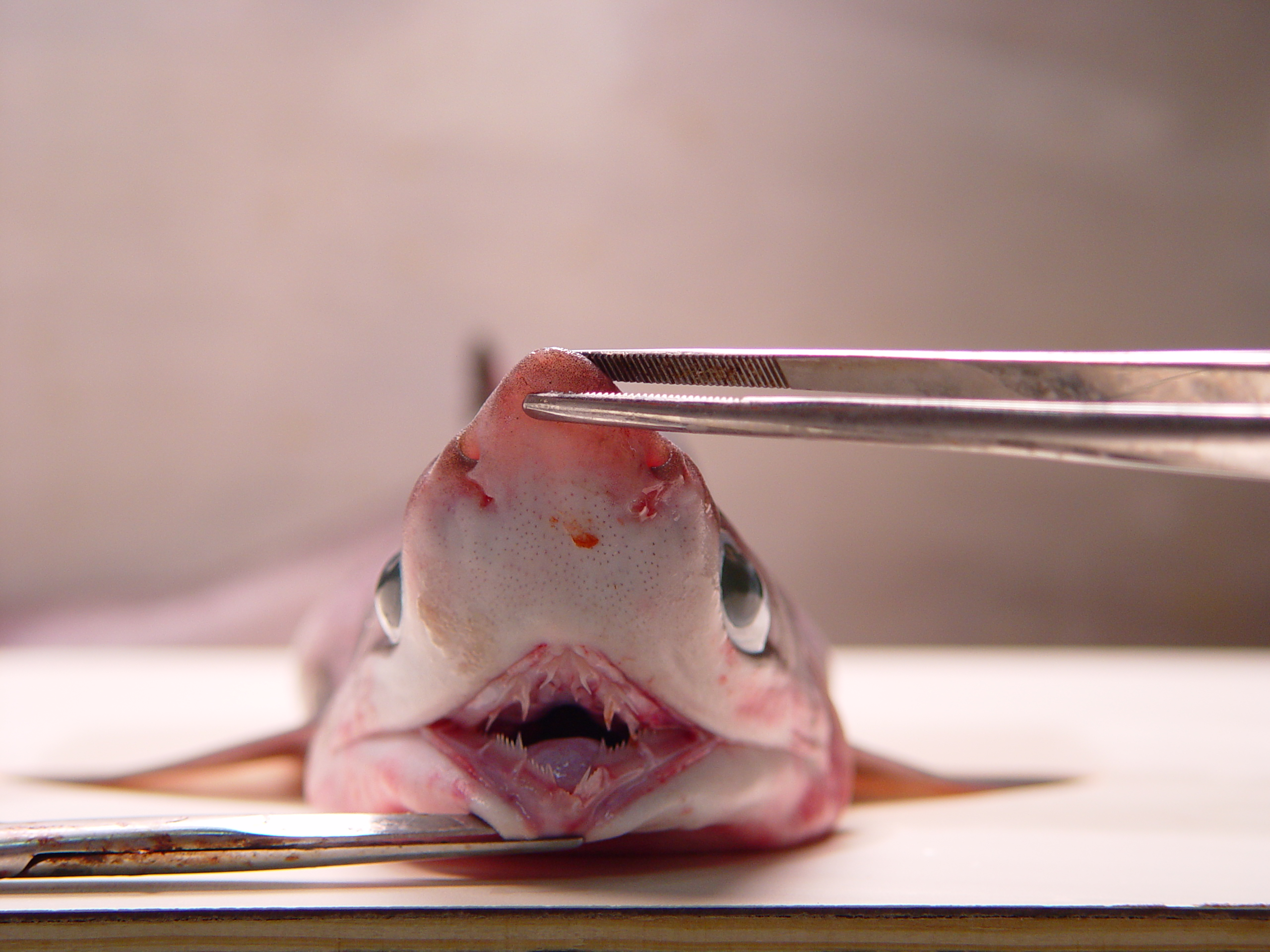
Heptranchias  perlo, tête vue de face
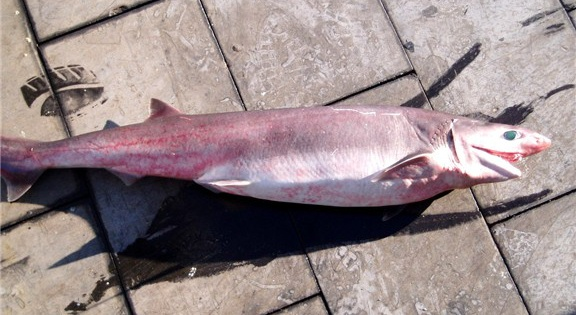
Heptranchias perlo
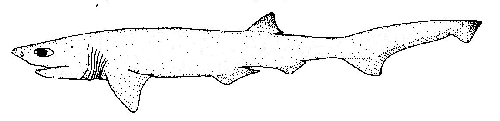
Heptranchias perlo, dessin du Dr Tony Ayling